# Automeris tridens
Espèce
Automeris tridens est une espèce de papillons de la famille des Saturniidae.